# Venezuela tại những đấu trường sắc đẹp lớn nhất thế giới
Venezuela tại các đấu trường sắc đẹp lớn nhất thế giới (tiếng Anh: Venezuela at the Big Six major beauty pageants) là một thuật ngữ cụm danh từ chỉ sự tham gia và thành tích của các đại diện Venezuela tại sáu cuộc thi sắc đẹp quốc tế lớn nhất hành tinh, bao gồm Hoa hậu Hoàn vũ, Hoa hậu Thế giới, Hoa hậu Quốc tế, Hoa hậu Trái Đất, Hoa hậu Siêu quốc gia và Hoa hậu Hòa bình Quốc tế. Quốc gia này được biết đến là cường quốc Hoa hậu, với 130 lần lọt vào Tứ kết, Bán kết, Chung kết và có tổng cộng 25 chiến thắng:
- 7 lần — Hoa hậu Hoàn vũ (1979 • 1981 • 1986 • 1996 • 2008 • 2009 • 2013)
- 6 lần — Hoa hậu Thế giới (1955 • 1981 • 1984 • 1991 • 1995 • 2011)
- 9 lần — Hoa hậu Quốc tế (1985 • 1997 • 2000 • 2003 • 2006 • 2010 • 2015 • 2018 • 2023)
- 2 lần — Hoa hậu Trái Đất (2005 • 2013)
- 1 lần — Hoa hậu Hòa bình Quốc tế (2019)

Tiêu chí xem xét Big Six như những đấu trường sắc đẹp lớn nhất thế giới được dựa vào những tiêu chuẩn cụ thể, chẳng hạn như sự nổi tiếng và uy tín mang tính toàn cầu của cuộc thi được truyền thông trên toàn thế giới săn đón; số lượng thí sinh dự thi, chất lượng của hoa hậu đăng quang được công nhận bởi nhượng quyền và giới chuyên gia quốc tế; những hoạt động sau cuộc thi của hoa hậu; lịch sử, tính nhất quán và sự lâu đời của cuộc thi; tổng thể về các hoạt động chuẩn bị trước cuộc thi, phương thức vận động sản xuất và phương tiện truyền thông; độ nổi bật về sự quan tâm trên các phương tiện mạng, điện tử; và mức độ phổ biến của người ủng hộ cuộc thi trên toàn cầu. Hiện nay, một số cuộc thi khác với quy mô lớn và độ nổi bật đang được những người hâm mộ và các chuyên trang sắc đẹp đưa vào danh sách các cuộc thi lớn nhất toàn cầu, tuy nhiên, vì chưa có tính nhất quán về các tiêu chuẩn như sự lâu đời, chất lượng, các hoạt động cũng như sự công nhận rộng rãi trên các phương tiện truyền thông, báo chí thế giới một cách phổ biến nhất định, những cuộc thi đó nhìn chung vẫn chưa thể xếp vào hàng các đấu trường lớn nhất thế giới được công nhận trên hệ thống từ điển bách khoa Wikipedia vì chưa đủ độ nổi bật, thậm chí những trang thông tin về các cuộc thi này từng bị xóa nhiều lần trên phiên bản từ điển tiếng Anh.

## Venezuela tại lục đại cuộc thi hoa hậu lớn nhất thế giới
Chú thích
- Chiến thắng
- Á hậu
- Chung kết

| Năm  | Hoa hậu Hoàn vũ                                                      | Hoa hậu Thế giới                                                     | Hoa hậu Quốc tế                                                      | Hoa hậu Trái Đất                                                     | Hoa hậu Siêu quốc gia                                                | Hoa hậu Hòa bình Quốc tế                                             |
| ---- | -------------------------------------------------------------------- | -------------------------------------------------------------------- | -------------------------------------------------------------------- | -------------------------------------------------------------------- | -------------------------------------------------------------------- | -------------------------------------------------------------------- |
| 2025 |                                                                      |                                                                      |                                                                      |                                                                      |                                                                      |                                                                      |
| 2024 | Ileana Márquez                                                       | Cuộc thi bị hoãn                                                     | Sakra Guerrero                                                       | Karleys Rojas                                                        | Rossana Fiorini                                                      | Anna Blanco                                                          |
| 2023 | Diana Silva Top 10                                                   | Ariagny Daboin TBA                                                   | Andrea Rubio Chiến thắng                                             | Jhosskaren Carrizo Top 12                                            | Selene Delgado Top 24                                                | Valentina Martinez                                                   |
| 2022 | Amanda Dudamel Á hậu 1                                               | Cuộc thi bị hoãn                                                     | Isbel Parra                                                          | Oriana Pablos                                                        | Ismelys Velásquez Á hậu 4                                            | Luiseth Materán Á hậu 3                                              |
| 2021 | Luiseth Materán Top 16                                               | Alejandra Conde Top 40                                               | Cuộc thi bị hoãn                                                     | María Daniela Velasco Top 8                                          | Valentina Sanchez Trivella Á hậu 3                                   | Vanessa Coello Coraspe Top 10                                        |
| 2020 | Mariángel Villasmil                                                  | Cuộc thi bị hoãn                                                     | Cuộc thi bị hoãn                                                     | Stephany Zreik Á hậu 1                                               | Cuộc thi bị hoãn                                                     | Eliana Roa                                                           |
| 2019 | Thalía Olvino Top 20                                                 | Isabella Rodríguez Top 40                                            | Melissa Jiménez Top 15                                               | Michell Castellanos                                                  | Gabriela de la Cruz Á hậu 4                                          | Valentina Figuera Chiến thắng                                        |
| 2018 | Sthefany Gutiérrez Á hậu 2                                           | Veruska Ljubisavljević Top 30                                        | Mariem Velazco Chiến thắng                                           | Diana Silva Top 8                                                    | Nariman Cristina Battikha Yanyi                                      | Biliannis Álvarez Top 10                                             |
| 2017 | Keysi Sayago Top 5                                                   | Ana Carolina Ugarte Top 40                                           | Diana Croce Á hậu 2                                                  | Ninoska Vásquez Top 8                                                | Geraldine Duque Mantilla                                             | Tulia Alemán Á hậu 1                                                 |
| 2016 | Mariam Habach                                                        | Diana Croce                                                          | Jessica Duarte                                                       | Stephanie de Zorzi Á hậu 2                                           | Valeria Vespoli Á hậu 1                                              | Débora Paola Medina                                                  |
| 2015 | Mariana Jimenez Top 10                                               | Anyela Galante                                                       | Edymar Martínez Chiến thắng                                          | Andrea Rosales Top 8                                                 | Hyser Albani Betancourt Machado                                      | Reina Rojas Top 20                                                   |
| 2014 | Migbelis Castellanos Top 10                                          | Debora Menicucci                                                     | Michelle Bertolini                                                   | Maira Alexandra Rodríguez Á hậu 2                                    | Patricia Lucía Carreño                                               | Alix Sosa Top 20                                                     |
| 2013 | Gabriela Isler Chiến thắng                                           | Karen Soto                                                           | Elián Herrera                                                        | Alyz Henrich Chiến thắng                                             | Annie Fuenmayor Top 20                                               | Mariana Jiménez Top 10                                               |
| 2012 | Irene Esser Á hậu 2                                                  | Gabriella Ferrari                                                    | Blanca Cristina Aljibes Top 15                                       | Osmariel Villalobos Á hậu 2                                          | Diamilex Lucía Alexander                                             | Cuộc thi không được tổ chức (Được tổ chức lần đầu tiên vào năm 2013) |
| 2011 | Vanessa Gonçalves Top 16                                             | Ivian Sarcos Chiến thắng                                             | Jessica Barboza Á hậu 1                                              | Caroline Medina Á hậu 3                                              | Andrea Destongue                                                     | Cuộc thi không được tổ chức (Được tổ chức lần đầu tiên vào năm 2013) |
| 2010 | Marelisa Gibson                                                      | Adriana Vasini Á hậu 2                                               | Elizabeth Mosquera Chiến thắng                                       | Mariángela Bonanni Top 7                                             | Laksmi Rodríguez Top 20                                              | Cuộc thi không được tổ chức (Được tổ chức lần đầu tiên vào năm 2013) |
| 2009 | Stefanía Fernández Chiến thắng                                       | Milagros Véliz                                                       | Laksmi Rodríguez Top 15                                              | Jessica Barboza Á hậu 2                                              | Silvia Meneses                                                       | Cuộc thi không được tổ chức (Được tổ chức lần đầu tiên vào năm 2013) |
| 2008 | Dayana Mendoza Chiến thắng                                           | Hannelly Quintero Top 15                                             | Dayana Colmenares Top 12                                             | Daniela Torrealba Top 8                                              | Cuộc thi không được tổ chức (Được tổ chức lần đầu tiên vào năm 2009) | Cuộc thi không được tổ chức (Được tổ chức lần đầu tiên vào năm 2013) |
| 2007 | Ly Jonaitis Á hậu 2                                                  | Claudia Suárez Top 16                                                | Vanessa Peretti Top 12                                               | Silvana Santaella Á hậu 2                                            | Cuộc thi không được tổ chức (Được tổ chức lần đầu tiên vào năm 2009) | Cuộc thi không được tổ chức (Được tổ chức lần đầu tiên vào năm 2013) |
| 2006 | Jictzad Viña                                                         | Federica Guzmán Top 17                                               | Daniela di Giacomo Chiến thắng                                       | Marianne Puglia Á hậu 3                                              | Cuộc thi không được tổ chức (Được tổ chức lần đầu tiên vào năm 2009) | Cuộc thi không được tổ chức (Được tổ chức lần đầu tiên vào năm 2013) |
| 2005 | Mónica Spear Á hậu 4                                                 | Susan Carrizo                                                        | Andrea Gómez Top 12                                                  | Alexandra Braun Waldeck Chiến thắng                                  | Cuộc thi không được tổ chức (Được tổ chức lần đầu tiên vào năm 2009) | Cuộc thi không được tổ chức (Được tổ chức lần đầu tiên vào năm 2013) |
| 2004 | Ana Karina Áñez                                                      | Andrea Milroy                                                        | Eleidy Aparicio                                                      | Không tham gia                                                       | Cuộc thi không được tổ chức (Được tổ chức lần đầu tiên vào năm 2009) | Cuộc thi không được tổ chức (Được tổ chức lần đầu tiên vào năm 2013) |
| 2003 | Mariángel Ruiz Á hậu 1                                               | Valentina Patruno Top 20                                             | Goizeder Azúa Chiến thắng                                            | Driva Cedeño                                                         | Cuộc thi không được tổ chức (Được tổ chức lần đầu tiên vào năm 2009) | Cuộc thi không được tổ chức (Được tổ chức lần đầu tiên vào năm 2013) |
| 2002 | Cynthia Lander Á hậu 4                                               | Goizeder Azúa Top 10                                                 | Cynthia Lander                                                       | Dagmar Votterl                                                       | Cuộc thi không được tổ chức (Được tổ chức lần đầu tiên vào năm 2009) | Cuộc thi không được tổ chức (Được tổ chức lần đầu tiên vào năm 2013) |
| 2001 | Eva Ekvall Á hậu 3                                                   | Andreína Prieto                                                      | Aura Zambrano Á hậu 1                                                | Lirigmel Ramos                                                       | Cuộc thi không được tổ chức (Được tổ chức lần đầu tiên vào năm 2009) | Cuộc thi không được tổ chức (Được tổ chức lần đầu tiên vào năm 2013) |
| 2000 | Claudia Moreno Á hậu 1                                               | Vanessa Cárdenas                                                     | Vivian Urdaneta Chiến thắng                                          | Cuộc thi không được tổ chức (Được tổ chức lần đầu tiên vào năm 2001) | Cuộc thi không được tổ chức (Được tổ chức lần đầu tiên vào năm 2009) | Cuộc thi không được tổ chức (Được tổ chức lần đầu tiên vào năm 2013) |
| 1999 | Carolina Indriago Top 5                                              | Martina Thorogood Á hậu 1                                            | Andreína Llamozas Top 15                                             | Cuộc thi không được tổ chức (Được tổ chức lần đầu tiên vào năm 2001) | Cuộc thi không được tổ chức (Được tổ chức lần đầu tiên vào năm 2009) | Cuộc thi không được tổ chức (Được tổ chức lần đầu tiên vào năm 2013) |
| 1998 | Veruska Ramírez Á hậu 1                                              | Verónica Schneider                                                   | Daniela Kosán Á hậu 1                                                | Cuộc thi không được tổ chức (Được tổ chức lần đầu tiên vào năm 2001) | Cuộc thi không được tổ chức (Được tổ chức lần đầu tiên vào năm 2009) | Cuộc thi không được tổ chức (Được tổ chức lần đầu tiên vào năm 2013) |
| 1997 | Marena Bencomo Á hậu 1                                               | Christina Dieckmann                                                  | Consuelo Adler Chiến thắng                                           | Cuộc thi không được tổ chức (Được tổ chức lần đầu tiên vào năm 2001) | Cuộc thi không được tổ chức (Được tổ chức lần đầu tiên vào năm 2009) | Cuộc thi không được tổ chức (Được tổ chức lần đầu tiên vào năm 2013) |
| 1996 | Alicia Machado Chiến thắng                                           | Ana Cepinska Top 5                                                   | Carla Steinkopf Top 15                                               | Cuộc thi không được tổ chức (Được tổ chức lần đầu tiên vào năm 2001) | Cuộc thi không được tổ chức (Được tổ chức lần đầu tiên vào năm 2009) | Cuộc thi không được tổ chức (Được tổ chức lần đầu tiên vào năm 2013) |
| 1995 | Jacqueline Aguilera Chiến thắng                                      | Denyse Floreano Top 6                                                | Ana María Amorer Á hậu 1                                             | Cuộc thi không được tổ chức (Được tổ chức lần đầu tiên vào năm 2001) | Cuộc thi không được tổ chức (Được tổ chức lần đầu tiên vào năm 2009) | Cuộc thi không được tổ chức (Được tổ chức lần đầu tiên vào năm 2013) |
| 1994 | Minorka Mercado Á hậu 2                                              | Irene Ferreira Á hậu 2                                               | Milka Chulina Top 15                                                 | Cuộc thi không được tổ chức (Được tổ chức lần đầu tiên vào năm 2001) | Cuộc thi không được tổ chức (Được tổ chức lần đầu tiên vào năm 2009) | Cuộc thi không được tổ chức (Được tổ chức lần đầu tiên vào năm 2013) |
| 1993 | Milka Chulina Á hậu 2                                                | Mónica Lei Top 5                                                     | Faviola Spitale Top 15                                               | Cuộc thi không được tổ chức (Được tổ chức lần đầu tiên vào năm 2001) | Cuộc thi không được tổ chức (Được tổ chức lần đầu tiên vào năm 2009) | Cuộc thi không được tổ chức (Được tổ chức lần đầu tiên vào năm 2013) |
| 1992 | Carolina Izsák Top 6                                                 | Francis Gago Á hậu 2                                                 | María Rodríguez Noguera Top 15                                       | Cuộc thi không được tổ chức (Được tổ chức lần đầu tiên vào năm 2001) | Cuộc thi không được tổ chức (Được tổ chức lần đầu tiên vào năm 2009) | Cuộc thi không được tổ chức (Được tổ chức lần đầu tiên vào năm 2013) |
| 1991 | Jackeline Rodríguez Top 6                                            | Ninibeth Leal Chiến thắng                                            | Niurka Acevedo                                                       | Cuộc thi không được tổ chức (Được tổ chức lần đầu tiên vào năm 2001) | Cuộc thi không được tổ chức (Được tổ chức lần đầu tiên vào năm 2009) | Cuộc thi không được tổ chức (Được tổ chức lần đầu tiên vào năm 2013) |
| 1990 | Andreína Goetz Top 10                                                | Sharon Luengo Á hậu 2                                                | Vanessa Holler Top 15                                                | Cuộc thi không được tổ chức (Được tổ chức lần đầu tiên vào năm 2001) | Cuộc thi không được tổ chức (Được tổ chức lần đầu tiên vào năm 2009) | Cuộc thi không được tổ chức (Được tổ chức lần đầu tiên vào năm 2013) |
| 1989 | Eva Lisa Ljung Top 10                                                | Fabiola Candosin                                                     | Carolina Omaña Á hậu 2                                               | Cuộc thi không được tổ chức (Được tổ chức lần đầu tiên vào năm 2001) | Cuộc thi không được tổ chức (Được tổ chức lần đầu tiên vào năm 2009) | Cuộc thi không được tổ chức (Được tổ chức lần đầu tiên vào năm 2013) |
| 1988 | Yajaira Vera Top 10                                                  | Emma Rabbe Top 5                                                     | María Eugenia Duarte                                                 | Cuộc thi không được tổ chức (Được tổ chức lần đầu tiên vào năm 2001) | Cuộc thi không được tổ chức (Được tổ chức lần đầu tiên vào năm 2009) | Cuộc thi không được tổ chức (Được tổ chức lần đầu tiên vào năm 2013) |
| 1987 | Inés Calero Á hậu 3                                                  | Albany Lozada Á hậu 1                                                | Vicky Garcia Top 15                                                  | Cuộc thi không được tổ chức (Được tổ chức lần đầu tiên vào năm 2001) | Cuộc thi không được tổ chức (Được tổ chức lần đầu tiên vào năm 2009) | Cuộc thi không được tổ chức (Được tổ chức lần đầu tiên vào năm 2013) |
| 1986 | Bárbara Palacios Chiến thắng                                         | Begoña Juaristi Top 7                                                | Nancy Gallardo Top 15                                                | Cuộc thi không được tổ chức (Được tổ chức lần đầu tiên vào năm 2001) | Cuộc thi không được tổ chức (Được tổ chức lần đầu tiên vào năm 2009) | Cuộc thi không được tổ chức (Được tổ chức lần đầu tiên vào năm 2013) |
| 1985 | Silvia Martínez Á hậu 3                                              | Ruddy Rodríguez Top 5                                                | Nina Sicilia Chiến thắng                                             | Cuộc thi không được tổ chức (Được tổ chức lần đầu tiên vào năm 2001) | Cuộc thi không được tổ chức (Được tổ chức lần đầu tiên vào năm 2009) | Cuộc thi không được tổ chức (Được tổ chức lần đầu tiên vào năm 2013) |
| 1984 | Carmen María Montiel Á hậu 2                                         | Astrid Carolina Herrera Chiến thắng                                  | Miriam Leyderman Á hậu 1                                             | Cuộc thi không được tổ chức (Được tổ chức lần đầu tiên vào năm 2001) | Cuộc thi không được tổ chức (Được tổ chức lần đầu tiên vào năm 2009) | Cuộc thi không được tổ chức (Được tổ chức lần đầu tiên vào năm 2013) |
| 1983 | Paola Ruggeri Top 12                                                 | Carolina Cerruti                                                     | Donnatella Tiranti                                                   | Cuộc thi không được tổ chức (Được tổ chức lần đầu tiên vào năm 2001) | Cuộc thi không được tổ chức (Được tổ chức lần đầu tiên vào năm 2009) | Cuộc thi không được tổ chức (Được tổ chức lần đầu tiên vào năm 2013) |
| 1982 | Ana Teresa Oropeza                                                   | Michelle Shoda                                                       | Amaury Martínez                                                      | Cuộc thi không được tổ chức (Được tổ chức lần đầu tiên vào năm 2001) | Cuộc thi không được tổ chức (Được tổ chức lần đầu tiên vào năm 2009) | Cuộc thi không được tổ chức (Được tổ chức lần đầu tiên vào năm 2013) |
| 1981 | Irene Sáez Chiến thắng                                               | Pilin Leon Chiến thắng                                               | Miriam Quintana Top 15                                               | Cuộc thi không được tổ chức (Được tổ chức lần đầu tiên vào năm 2001) | Cuộc thi không được tổ chức (Được tổ chức lần đầu tiên vào năm 2009) | Cuộc thi không được tổ chức (Được tổ chức lần đầu tiên vào năm 2013) |
| 1980 | Maye Brandt                                                          | Hilda Abrahamz Top 15                                                | Graciela Guarneri Top 10                                             | Cuộc thi không được tổ chức (Được tổ chức lần đầu tiên vào năm 2001) | Cuộc thi không được tổ chức (Được tổ chức lần đầu tiên vào năm 2009) | Cuộc thi không được tổ chức (Được tổ chức lần đầu tiên vào năm 2013) |
| 1979 | Maritza Sayalero Chiến thắng                                         | Tatiana Capote                                                       | Nilza Sangronis                                                      | Cuộc thi không được tổ chức (Được tổ chức lần đầu tiên vào năm 2001) | Cuộc thi không được tổ chức (Được tổ chức lần đầu tiên vào năm 2009) | Cuộc thi không được tổ chức (Được tổ chức lần đầu tiên vào năm 2013) |
| 1978 | Marisol Alfonzo                                                      | Patricia Tóffoli Top 15                                              | Dora Fueyo                                                           | Cuộc thi không được tổ chức (Được tổ chức lần đầu tiên vào năm 2001) | Cuộc thi không được tổ chức (Được tổ chức lần đầu tiên vào năm 2009) | Cuộc thi không được tổ chức (Được tổ chức lần đầu tiên vào năm 2013) |
| 1977 | Cristal Montañez Top 12                                              | Jacqueline Branden                                                   | Betty Paredes                                                        | Cuộc thi không được tổ chức (Được tổ chức lần đầu tiên vào năm 2001) | Cuộc thi không được tổ chức (Được tổ chức lần đầu tiên vào năm 2009) | Cuộc thi không được tổ chức (Được tổ chức lần đầu tiên vào năm 2013) |
| 1976 | Judith Castillo Á hậu 1                                              | Genoveva Rivero Top 15                                               | Betzabeth Ayala Top 15                                               | Cuộc thi không được tổ chức (Được tổ chức lần đầu tiên vào năm 2001) | Cuộc thi không được tổ chức (Được tổ chức lần đầu tiên vào năm 2009) | Cuộc thi không được tổ chức (Được tổ chức lần đầu tiên vào năm 2013) |
| 1975 | Maritza Pineda                                                       | María Conchita Alonso Top 7                                          | Carmen Rodríguez                                                     | Cuộc thi không được tổ chức (Được tổ chức lần đầu tiên vào năm 2001) | Cuộc thi không được tổ chức (Được tổ chức lần đầu tiên vào năm 2009) | Cuộc thi không được tổ chức (Được tổ chức lần đầu tiên vào năm 2013) |
| 1974 | Neyla Moronta                                                        | Alicia Rivas                                                         | Marisela Carderera                                                   | Cuộc thi không được tổ chức (Được tổ chức lần đầu tiên vào năm 2001) | Cuộc thi không được tổ chức (Được tổ chức lần đầu tiên vào năm 2009) | Cuộc thi không được tổ chức (Được tổ chức lần đầu tiên vào năm 2013) |
| 1973 | Desireé Rolando                                                      | Edicta García                                                        | Hilda Carrero Top 15                                                 | Cuộc thi không được tổ chức (Được tổ chức lần đầu tiên vào năm 2001) | Cuộc thi không được tổ chức (Được tổ chức lần đầu tiên vào năm 2009) | Cuộc thi không được tổ chức (Được tổ chức lần đầu tiên vào năm 2013) |
| 1972 | María Antonieta Cámpoli Á hậu 2                                      | Amalia Heller                                                        | Marilyn Plessmann Top 15                                             | Cuộc thi không được tổ chức (Được tổ chức lần đầu tiên vào năm 2001) | Cuộc thi không được tổ chức (Được tổ chức lần đầu tiên vào năm 2009) | Cuộc thi không được tổ chức (Được tổ chức lần đầu tiên vào năm 2013) |
| 1971 | Jeannette Donzella                                                   | Ana María Padrón Top 15                                              | Sonia Ledezma                                                        | Cuộc thi không được tổ chức (Được tổ chức lần đầu tiên vào năm 2001) | Cuộc thi không được tổ chức (Được tổ chức lần đầu tiên vào năm 2009) | Cuộc thi không được tổ chức (Được tổ chức lần đầu tiên vào năm 2013) |
| 1970 | Bella La Rosa Top 15                                                 | Tomasa de las Casas                                                  | Marzia Piazza                                                        | Cuộc thi không được tổ chức (Được tổ chức lần đầu tiên vào năm 2001) | Cuộc thi không được tổ chức (Được tổ chức lần đầu tiên vào năm 2009) | Cuộc thi không được tổ chức (Được tổ chức lần đầu tiên vào năm 2013) |
| 1969 | María José Yéllici                                                   | Marzia Piazza Á hậu 4                                                | Cristina Keusch Top 15                                               | Cuộc thi không được tổ chức (Được tổ chức lần đầu tiên vào năm 2001) | Cuộc thi không được tổ chức (Được tổ chức lần đầu tiên vào năm 2009) | Cuộc thi không được tổ chức (Được tổ chức lần đầu tiên vào năm 2013) |
| 1968 | Peggy Kopp Á hậu 3                                                   | Dolores Núñez                                                        | Jovann Navas                                                         | Cuộc thi không được tổ chức (Được tổ chức lần đầu tiên vào năm 2001) | Cuộc thi không được tổ chức (Được tổ chức lần đầu tiên vào năm 2009) | Cuộc thi không được tổ chức (Được tổ chức lần đầu tiên vào năm 2013) |
| 1967 | Mariela Pérez Á hậu 1                                                | Irene Bottger                                                        | Cecilia Picón                                                        | Cuộc thi không được tổ chức (Được tổ chức lần đầu tiên vào năm 2001) | Cuộc thi không được tổ chức (Được tổ chức lần đầu tiên vào năm 2009) | Cuộc thi không được tổ chức (Được tổ chức lần đầu tiên vào năm 2013) |
| 1966 | Magaly Castro Egui                                                   | Jeannette Kopp                                                       | Không tham gia                                                       | Cuộc thi không được tổ chức (Được tổ chức lần đầu tiên vào năm 2001) | Cuộc thi không được tổ chức (Được tổ chức lần đầu tiên vào năm 2009) | Cuộc thi không được tổ chức (Được tổ chức lần đầu tiên vào năm 2013) |
| 1965 | María de las Casas                                                   | Nancy González                                                       | Thamara Leal                                                         | Cuộc thi không được tổ chức (Được tổ chức lần đầu tiên vào năm 2001) | Cuộc thi không được tổ chức (Được tổ chức lần đầu tiên vào năm 2009) | Cuộc thi không được tổ chức (Được tổ chức lần đầu tiên vào năm 2013) |
| 1964 | Mercedes Revenga Top 15                                              | Mercedes Hernández Top 16                                            | Lisla Silva Top 15                                                   | Cuộc thi không được tổ chức (Được tổ chức lần đầu tiên vào năm 2001) | Cuộc thi không được tổ chức (Được tổ chức lần đầu tiên vào năm 2009) | Cuộc thi không được tổ chức (Được tổ chức lần đầu tiên vào năm 2013) |
| 1963 | Irene Morales                                                        | Milagros Galíndez                                                    | Norah Duarte                                                         | Cuộc thi không được tổ chức (Được tổ chức lần đầu tiên vào năm 2001) | Cuộc thi không được tổ chức (Được tổ chức lần đầu tiên vào năm 2009) | Cuộc thi không được tổ chức (Được tổ chức lần đầu tiên vào năm 2013) |
| 1962 | Virginia Bailey                                                      | Betzabeth Franco Top 15                                              | Olga Antonetti Top 15                                                | Cuộc thi không được tổ chức (Được tổ chức lần đầu tiên vào năm 2001) | Cuộc thi không được tổ chức (Được tổ chức lần đầu tiên vào năm 2009) | Cuộc thi không được tổ chức (Được tổ chức lần đầu tiên vào năm 2013) |
| 1961 | Ana Vegas                                                            | Bexi Romero                                                          | Gloria Lilué                                                         | Cuộc thi không được tổ chức (Được tổ chức lần đầu tiên vào năm 2001) | Cuộc thi không được tổ chức (Được tổ chức lần đầu tiên vào năm 2009) | Cuộc thi không được tổ chức (Được tổ chức lần đầu tiên vào năm 2013) |
| 1960 | Mary Quiroz Delgado                                                  | Miriam Estévez                                                       | Gladys Ascanio Top 15                                                | Cuộc thi không được tổ chức (Được tổ chức lần đầu tiên vào năm 2001) | Cuộc thi không được tổ chức (Được tổ chức lần đầu tiên vào năm 2009) | Cuộc thi không được tổ chức (Được tổ chức lần đầu tiên vào năm 2013) |
| 1959 | Không tham gia                                                       | Không tham gia                                                       | Cuộc thi không được tổ chức (Được tổ chức lần đầu tiên vào năm 1960) | Cuộc thi không được tổ chức (Được tổ chức lần đầu tiên vào năm 2001) | Cuộc thi không được tổ chức (Được tổ chức lần đầu tiên vào năm 2009) | Cuộc thi không được tổ chức (Được tổ chức lần đầu tiên vào năm 2013) |
| 1958 | Ida Pieri                                                            | Ida Pieri                                                            | Cuộc thi không được tổ chức (Được tổ chức lần đầu tiên vào năm 1960) | Cuộc thi không được tổ chức (Được tổ chức lần đầu tiên vào năm 2001) | Cuộc thi không được tổ chức (Được tổ chức lần đầu tiên vào năm 2009) | Cuộc thi không được tổ chức (Được tổ chức lần đầu tiên vào năm 2013) |
| 1957 | Consuelo Nouel                                                       | Consuelo Nouel                                                       | Cuộc thi không được tổ chức (Được tổ chức lần đầu tiên vào năm 1960) | Cuộc thi không được tổ chức (Được tổ chức lần đầu tiên vào năm 2001) | Cuộc thi không được tổ chức (Được tổ chức lần đầu tiên vào năm 2009) | Cuộc thi không được tổ chức (Được tổ chức lần đầu tiên vào năm 2013) |
| 1956 | Blanca Heredia Top 15                                                | Celsa Pieri                                                          | Cuộc thi không được tổ chức (Được tổ chức lần đầu tiên vào năm 1960) | Cuộc thi không được tổ chức (Được tổ chức lần đầu tiên vào năm 2001) | Cuộc thi không được tổ chức (Được tổ chức lần đầu tiên vào năm 2009) | Cuộc thi không được tổ chức (Được tổ chức lần đầu tiên vào năm 2013) |
| 1955 | Susana Duijm Top 15                                                  | Susana Duijm Chiến thắng                                             | Cuộc thi không được tổ chức (Được tổ chức lần đầu tiên vào năm 1960) | Cuộc thi không được tổ chức (Được tổ chức lần đầu tiên vào năm 2001) | Cuộc thi không được tổ chức (Được tổ chức lần đầu tiên vào năm 2009) | Cuộc thi không được tổ chức (Được tổ chức lần đầu tiên vào năm 2013) |
| 1954 | Không tham gia                                                       | Không tham gia                                                       | Cuộc thi không được tổ chức (Được tổ chức lần đầu tiên vào năm 1960) | Cuộc thi không được tổ chức (Được tổ chức lần đầu tiên vào năm 2001) | Cuộc thi không được tổ chức (Được tổ chức lần đầu tiên vào năm 2009) | Cuộc thi không được tổ chức (Được tổ chức lần đầu tiên vào năm 2013) |
| 1953 | Gisela Bolaños                                                       | Không tham gia                                                       | Cuộc thi không được tổ chức (Được tổ chức lần đầu tiên vào năm 1960) | Cuộc thi không được tổ chức (Được tổ chức lần đầu tiên vào năm 2001) | Cuộc thi không được tổ chức (Được tổ chức lần đầu tiên vào năm 2009) | Cuộc thi không được tổ chức (Được tổ chức lần đầu tiên vào năm 2013) |
| 1952 | Sofía Silva                                                          | Không tham gia                                                       | Cuộc thi không được tổ chức (Được tổ chức lần đầu tiên vào năm 1960) | Cuộc thi không được tổ chức (Được tổ chức lần đầu tiên vào năm 2001) | Cuộc thi không được tổ chức (Được tổ chức lần đầu tiên vào năm 2009) | Cuộc thi không được tổ chức (Được tổ chức lần đầu tiên vào năm 2013) |
| 1951 | Cuộc thi không được tổ chức (Được tổ chức lần đầu tiên vào năm 1952) | Không tham gia                                                       | Cuộc thi không được tổ chức (Được tổ chức lần đầu tiên vào năm 1960) | Cuộc thi không được tổ chức (Được tổ chức lần đầu tiên vào năm 2001) | Cuộc thi không được tổ chức (Được tổ chức lần đầu tiên vào năm 2009) | Cuộc thi không được tổ chức (Được tổ chức lần đầu tiên vào năm 2013) |
| 1950 | Cuộc thi không được tổ chức (Được tổ chức lần đầu tiên vào năm 1952) | Cuộc thi không được tổ chức (Được tổ chức lần đầu tiên vào năm 1951) | Cuộc thi không được tổ chức (Được tổ chức lần đầu tiên vào năm 1960) | Cuộc thi không được tổ chức (Được tổ chức lần đầu tiên vào năm 2001) | Cuộc thi không được tổ chức (Được tổ chức lần đầu tiên vào năm 2009) | Cuộc thi không được tổ chức (Được tổ chức lần đầu tiên vào năm 2013) |

## Thành tích
| Cuộc thi                 | Thứ hạng | Kết quả tốt nhất                                                           |
| ------------------------ | -------- | -------------------------------------------------------------------------- |
| Hoa hậu Hoàn vũ          | 45       | Chiến thắng (1979 • 1981 • 1986 • 1996 • 2008 • 2009 • 2013)               |
| Hoa hậu Thế giới         | 34       | Chiến thắng (1955 • 1981 • 1984 • 1991 • 1995 • 2011)                      |
| Hoa hậu Quốc tế          | 39       | Chiến thắng (1985 • 1997 • 2000 • 2003 • 2006 • 2010 • 2015 • 2018 • 2023) |
| Hoa hậu Trái Đất         | 16       | Chiến thắng (2005 • 2013)                                                  |
| Hoa hậu Siêu quốc gia    | 6        | Á hậu 1 (2016)                                                             |
| Hoa hậu Hòa bình Quốc tế | 8        | Chiến thắng (2019)                                                         |
| Tổng cộng                | 145      | 25 Chiến thắng                                                             |